# Nossa Senhora das Dores (Sal)
Nossa Senhora das Dores é uma freguesia de Cabo Verde, sendo a única freguesia do concelho do Sal, na ilha do mesmo nome. A sua área coincide com a Paróquia de Nossa Senhora das Dores, e o feriado religioso é celabrado a 15 de setembro, dia de Nossa Senhora das Dores.

## Património
- Farol da Ponta Norte
- Farol de Pedra de Lume
- Farol da Ponta do Sinó